# 査問 (日本共産党)
査問（さもん）とは、「日本共産党が党の規約や活動方針に反した党員に対して行う“調査審議活動”の一つ」とされる用語。日本共産党は公式には「査問」の存在を否定し、「党規約に基づいて、規律問題の調査がなされている」との見解を出している。一方、査問の対象者は長期間にわたって密室に監禁され、家族への連絡も許されなかったなどの証言もあり、もしそれが事実であれば人権侵害であるといえる。
古くは、1933年に、小畑達夫の死亡について宮本顕治らがスパイ査問による殺人であるとして起訴され、不法監禁致死、傷害致死、死体遺棄、治安維持法違反などにより有罪となったことがある（詳細は日本共産党スパイ査問事件）。
また、近年、かつて「査問」に付され党を除名されたり、後年離党した査問経験者らが、その経験談を著作やウェブサイト上で公開し、次第に査問の内容が明らかになりつつある。そのような例として、川上徹の著書『査問』などがある（同書の出版後、日本共産党は上記の通り“「査問」というものは党には存在しない”と全面否定したが、これ以前の日本共産党の公式党史では党自らが査問という用語を用いている。別の例として、有田芳生が、1983年に雑誌『文化評論』の編集に関する件と、1990年に書籍『日本共産党への手紙』の編集に関する件の2度、査問を受けたと自身のウェブサイトで述べたことがある。
日本共産党規約第48条には「党員が規約とその精神に反し、党と国民の利益をいちじるしくそこなうときは規律違反として処分される。」とある。また第49条は「規律違反の処分は、事実にもとづいて慎重におこなわなくてはならない。処分は、警告、権利（部分または全面）停止、機関からの罷免、除名にわける。権利停止の期間は、一年をこえてはならない。機関からの罷免は、権利停止をともなうことができる。」とあり、事実上の査問といえる箇所が存在する。
なお、日本労働党の党規約にも同様の規定がある。